# Аризона Білл (фільм)
«Аризона Білл» (англ. Arizona Bill) — американський короткометражний вестерн режисера Джорджа Мелфорда 1911 року.

## У ролях
- Джек Конуей — Аризона Білл
- Рут Роланд — Ненсі — дочка власника ранчо